# Klaudiusz Ząbecki
Klaudiusz Ząbecki (ur. 18 sierpnia 1984 roku w Tomaszowie Mazowieckim) – polski piłkarz, napastnik.
W swojej karierze zawodowej kolejno reprezentował barwy klubów: Orlen Płock (II liga), Wisła II Płock, Wisła Płock (I liga, 22 rozegranych spotkań i jedna strzelona bramka), Radomiak Radom (II liga), Tur Turek (III liga) oraz Mazowsze Płock, KS Paradyż, Lechia Tomaszów Mazowiecki, Tornado Måløy FK oraz KS Poświętne.